# Union révolutionnaire pour la solidarité internationaliste
L'Union révolutionnaire pour la solidarité internationaliste (grec moderne : Επαναστατικός Σύνδεσμος Διεθνιστικής Αλληλεγγύης,  ΕΣΔΑ) est une unité militaire anarchiste impliquée dans la guerre civile syrienne. Elle est fondée en avril 2015 et est composée principalement de combattants volontaires originaire de Grèce. L'Unité est membre du Bataillon international de libération.